# Medicina del aprendizaje
La Medicina del Aprendizaje (Medicine of Learning) es una disciplina académica propuesta por el médico, docente e investigador colombiano Dúmer Antonio Pedraza Ordóñez (Popayán, Colombia, 15 de junio de 1963), cuya finalidad es establecer puentes entre diversos campos del conocimiento (teóricos y prácticos) relacionados con las funciones mentales superiores y su recíproca influencia con los procesos corporales y medio ambientales. Desde el punto de vista epistemológico se ubica en la intersección de las ciencias biomédicas y del comportamiento y tiene entre sus propósitos investigar, comprender, resolver preguntas y construir conocimiento alrededor de la manera por la cual la estructura y función del sistema nervioso produce y regula algunos de los principales aspectos de la conducta humana (p.e. aprendizaje y memoria, lenguaje y comunicación). Busca aplicación práctica en los procesos de formación intelectual del ser humano y se fundamenta, entre otras premisas, en que "el aprendizaje es una condición inherente a la vida" teniendo en cuenta que las personas hacemos parte de un entramado ecosistémico del universo (próximo, contextual y lejano), por lo que todo lo que nos ocurre está en relación directa o inversa entre la estructura biológica, diversos fenómenos culturales y naturales. Centra su interés en una visión actualizada y holística de la relación existente entre la genética, el ambiente y la perturbación de los procesos intelectuales de las personas que, a su vez, afectan el desarrollo humano con mayor afectación en las niñas, niños y adolescentes. Este fascinante campo del conocimiento aglutina hoy no solamente a médicos, psicólogos y educadores, sino a profesionales de otras disciplinas científicas estudiosos de los mecanismos neuronales, la cognición y el medio ambiente.  
El interés por este campo de conocimiento surge de la observación, seguimiento y análisis del fenómeno de repitencia y deserción escolar asociada a situaciones de violencia y criminalidad en Colombia, realizada por el autor durante los últimos veinte años de ejercicio profesional e investigativo en los ámbitos de la salud y la educación. Las consecuencias de este fenómeno, que se considera tienen la dimensión de un problema de salud pública, motivaron el planteamiento de un modelo teórico tendiente a conceptualizar una nueva categoría patológica que el autor acuñó con el nombre de Síndrome de Distres Escolar (School Distress Syndrome). En este desorden comportamental se identifican relaciones entre diversas variables y momentos de la vida académico-escolar generadoras de un escenario de estigmatización y exclusión que afecta al segmento poblacional implicado y paulatinamente expulsa del sistema escolar a miles de niñas, niños y adolescentes, los cuales ulteriormente pasan a engrosar las masas de desempleados, subempleados y trabajadores informales, conllevando en muchas ocasiones a su vinculación con fenómenos de violencia. Se caracteriza el Síndrome de Distres Escolar por desmotivación estudiantil, diversas alteraciones psicopedagógicas, apatía por los deberes, resultados académicos por debajo de lo esperado, indisciplina, estado de ánimo irritable, actitudes hostiles, conductas agresivas ( o incluso violentas) hacia los demás o hacia sí mismos (cutting, risuka, o self injury), transgresión sistemática de los reglamentos, desesperanza y, finalmente, en la mayoría de los casos, repitencia y deserción (drop out) institucional. 
Es importante recordar que el aprendizaje, en condiciones que comúnmente han sido llamadas "normales" (aunque en sentido estricto la normalidad se refiere a datos estadísticos mayoritarios), garantizan el desarrollo del conocimiento útil y operativo con el cual nuestra especie resuelve los problemas de supervivencia y mejoramiento. Sin embargo, como cualquier otro sistema humano, los procesos de aprendizaje y las estructuras biológicas que los sustentan están expuestos a sufrir variaciones (naturales o accidentales) que modifican sus patrones de conducta operativa. Es importante, por lo tanto, aclarar que las perturbaciones causadas por estas variaciones no significan perdida de la función de aprender, sino que corresponden en realidad a un problema de adaptación o de las personas que las padecen o, lo que es más común, del entorno (el estereotipo del sistema en el que se de desarrollan determinadas actividades). En todo caso, esas variaciones del aprendizaje se evidencian desde la niñez y no constituyen imposibilidad sino dificultad para afrontar ciertos retos académicos o (laborales en el adulto). El diagnóstico y manejo erróneos generan una situación contextual estigmatizante que finalmente no permite a los individuos la adecuada satisfacción de sus necesidades cognitivas, socio/afectivas y físico/creativas, genera dificultades de adaptación al entorno y además se constituye en causal de fracaso sistemático en sus tareas o responsabilidades que en muchos casos se manifiesta inicialmente por inapropiadas actitudes en su conducta personal y social. 
El objeto de estudio de esta disciplina, enfocado desde el quehacer médico, está referido a la prevención e intervención de situaciones escolares o académicas y de los signos y síntomas del paciente, para evitar que por falta de un diagnóstico adecuado se confunda y oriente su manejo hacia entidades como el trastorno oposicionista desafiante, trastorno específico de aprendizaje, trastorno de hiperactividad con déficit de atención y otras condiciones de salud o que simplemente se califiquen como mala actitud o irresponsabilidad del estudiante o la familia, planteando soluciones que en realidad no explican ni resuelven de manera adecuada el problema, desorientan a los pacientes y sus familias, creando un escenario que afecta el ambiente escolar y la calidad de vida de todos los miembros de la comunidad educativa. 
La visión de la Medicina del Aprendizaje parte de la comprensión ecosistémica de la fisiopatología de estos "trastornos" con el fin de desarrollar métodos, medios y mediaciones orientados a la prevención, evaluación, diagnóstico, tratamiento y rehabilitación de las personas. Su campo de acción se centra en el diseño individualizado de estrategias para el manejo apropiado de las consecuencias que produce la alteración en las rutas cognitivas que, en la mayoría de los casos, se derivan de entornos de hipoxia cerebral tales como sufrimiento fetal agudo, traumatismo encefálico, enfermedad vascular cerebral y algunas demencias, entre otras circunstancias. Por esta razón esta disciplina fundamenta su labor en la articulación de saberes de diferentes ciencias, biomédicas, sociales y humanas como la neurociencia, biología, psicología, sociología y pedagogía, entre otras. Tiene aplicación además de los procesos educativos y de formación humana, en múltiples actividades de rehabilitación de diversas patologías que han afectado los procesos cognitivos. 

## Perfil Ocupacional
El médico especialista en el aprendizaje y sus dificultades desarrolla su trabajo en el ámbito asistencial, de docencia y la investigación a nivel de consulta privada o en instituciones de salud y educación. Realiza actividades preventivas encaminadas a disminuir la morbilidad resultante de patologías o situaciones de contexto que afectan el desarrollo apropiado de las rutas cerebrales implicadas en los procesos de aprendizaje, prioritariamente en niños y jóvenes, interviniendo en forma apropiada al paciente, el entorno familiar y educativo. En el ámbito asistencial orienta el diagnóstico, tratamiento y rehabilitación de los procesos cognitivos en pacientes que han sufrido enfermedades o accidentes que afectan la velocidad de las funciones mentales superiores. Tiene formación específica de postgrado en esta especialidad y complementaria en pedagogía, fundamental para la comprensión de estos procesos, desplegando su labor en la consulta privada, los servicios hospitalarios de pediatría, medicina interna, neurocirugía y las áreas de bienestar estudiantil en instituciones de educación básica, media y superior. Ejerce la docencia a nivel de pregrado enseñando a los futuros profesionales de la educación procesos y rutas "normales" de aprendizaje, sus variaciones y su relación con el contexto. A nivel de postgrado profundiza en estos conocimientos orientando a profesionales de la educación y la salud interesados en este apasionante campo de conocimiento, en la apropiación e investigación de estrategias para el abordaje de las situaciones que afectan el proceso enseñanza-aprendizaje. La investigación científica surge como resultado normal de su actividad clínica y de docencia, para lo cual tiene formación avanzada de maestría o doctorado, en un amplio espectro que abarca desde las ciencias básicas biomédicas hasta la investigación científica del proceso pedagógico.

## Síndrome de Distres Escolar (SDS, School Distress Syndrome)
Constituyen criterios de inclusión del Síndrome de Distres Escolar, la existencia de un comportamiento divergente en algunas niñas, niños y adolescentes que no encaja en el esquema tradicional de su contexto familiar, aunque si puede ser común en la escuela, y se entremezcla en algún momento con una o varias de las siguientes actuaciones o situaciones: dolencias abdominales imprecisas (los más pequeños), desmotivación estudiantil, diversas alteraciones psicopedagógicas, apatía por los deberes, resultados académicos por debajo de lo esperado, indisciplina, estado de ánimo irritable, actitudes hostiles, conductas agresivas ( o incluso violentas) hacia los demás o hacia sí mismos (cutting, risuka, o self injury), transgresión sistemática de los reglamentos, desesperanza y, finalmente, en la mayoría de los casos, repitencia y deserción (drop out) institucional. 
Para algunos profesionales de la educación y la salud estos aspectos comportamentales son comunes y corrientes en la escuela y es ahí donde comienza la dificultad, porque se valoran desde el paradigma tradicional. No se tiene en cuenta la usual manifestación de la familia respecto de que el niño, niña o adolescente no presentaba dichos comportamientos anteriormente y cuando ocasionalmente se escucha este argumento, se concluye que son procesos de adaptación escolar. La falta de un diagnóstico adecuado, facilita confundir esta sintomatología con otras condiciones de salud o simplemente se descalifica la corresponsabilidad del estudiante o la familia, planteando soluciones que en realidad no explican ni resuelven de manera adecuada el problema, desorientan a los pacientes y sus familias, creando un escenario que afecta el ambiente escolar y la calidad de vida de todos los miembros de la comunidad educativa. 
La inadecuada orientación en el diagnóstico e intervención y/o la atención discordante con las necesidades individuales de la población estudiantil afectada (sin enfoque diferencial), retrasa la atención oportuna de las diversas situaciones que originan o nutren los comportamientos mencionados, va configurando en el sistema escolar un modelo de atención con un enfoque anacrónico y discriminatorio, perturba de manera significativa el desarrollo humano de un considerable segmento de población estudiantil y genera en consecuencia un conflicto que afecta la armonía entre educadores, educandos y familias. El Síndrome de Distres Escolar se origina al interior de la institución educativa y por esta razón urge su comprensión, adecuado diagnóstico, enfoque oportuno y eficaz de las diferentes circunstancias que lo nutren. No significa lo anterior que se esté culpando a la escuela o a sus miembros de esta problemática, al igual que no se podría atribuir ninguna intencionalidad a las clínicas u hospitales por una infección nosocomial (aquellas que adquiere un paciente al estar internado en una institución de salud), pero será evidente para quien conozca el contexto escolar que las consecuencias del SDS, en innumerables casos pueden ser prevenibles. 
En primer lugar, en muchas ocasiones se descuida la forma como se aborda la presentación de los contenidos de las áreas o asignaturas, las estrategias de trabajo, las formas de evaluación, la mirada sobre los fines de la educación, el estilo relacional de docentes, directivos e incluso de otros miembros de la comunidad educativa, las normas institucionales y su forma de aplicación, principalmente cuando los comportamientos son consecuencia de fenómenos de violencia social que permean la escuela etc. Por otra parte, existe un desconocimiento generalizado de factores intrapersonales que afectan el comportamiento, entre varios, alteraciones de la salud física o mental (p.e. trastornos psiquiátricos o metabólicos etc.), consecuencias de hipoxia perinatal (p.e. parálisis cerebral), barreras sensoriales que implican necesidades educativas especiales, enfermedades que afectan la adecuada oxigenación del cerebro (p.e. anemia), alteraciones de los dispositivos básicos de aprendizaje, afectación de la estructura y función de la motricidad fina p.e. disgenesia del palmar menor), diagnósticos específicos como el trastorno oposicionista desafiante, hiperactividad con déficit de atención, trastorno específico de aprendizaje y otras afectaciones de la salud o talentos excepcionales, que a propósito vale la pena aclarar de paso que ninguno de los mencionados afecta la capacidad de aprendizaje. 
Pero lo más importante es comprender e intervenir adecuadamente las interrelaciones entre los factores mencionados, que solos o en concurrencia con otros aspectos de tipo intra-inter y extra personal (p.e. adversidad psicosocial), generan en la población estudiantil comportamientos disimiles que de acuerdo con características individuales de temperamento, personalidad y culturales del paciente pueden originar alteraciones de interpretación de la realidad y perturbar la adquisición de patrones de conducta adaptativa. Estas, a su vez, por una parte, generan preocupaciones que en algún momento pueden volverse patológicas y también requerir intervención apropiada (Dugas, Gagnon, Ladouceur y Freeston, 1998), (Langer, 1992), (Borkovec, 2002), (Roemer y Orsillo, 2002), (Dugas, Buhr, y Ladouceur, 2004), y por otra, pueden promover acciones y reacciones derivadas de interpretar, en muchos casos de forma errónea, actitudes de miembros de la comunidad educativa  como degradantes, determinando una cadena de eventos similares a los descritos por Moïsi (2009) en las culturas del miedo y la humillación y violencia inducida de acuerdo con Gilligan (1996) y (Rius, 2002).
La persistencia de esta desfavorable situación que en el fondo es de orden relacional, sin un adecuado diagnóstico e intervención, con el tiempo va instalando en las instituciones educativas un negativo ambiente en torno a la población afectada promoviendo la desmotivación estudiantil, diversas alteraciones psicopedagógicas, apatía por los deberes, estados anímicos diversos que en última instancia, configuran signos y síntomas de lo que en este contexto el autor ha denominado Síndrome de Distres Escolar (SDS, School Distress Syndrome) el cual, finalmente, en la mayoría de los casos, conlleva a la repitencia y deserción (drop out) institucional (Pedraza, 2016).

## Enfoque diferencial en educación
De acuerdo con lo anterior, para todos o la mayoría de casos en los que se detecte en la población estudiantil divergencia en su rendimiento académico-escolar (BRA-E) o Síndrome de Distres Escolar, se considera importante establecer, en primera instancia, la existencia de alguna o varias de las siguientes cinco causas generales determinadas en el modelo taxonómico del BRA-E: (1) adversidad psicosocial, (2) problemas de salud física o mental, (3) necesidades educativas especiales (alteraciones o barreras sensorio-motoras), (4) talentos excepcionales o (5) trastorno específico de aprendizaje (según DSM-5), trastorno oposicionista desafiante u otras alteraciones de la salud que estén debidamente diagnosticadas. Se requiere por consiguiente una intervención pedagógica especializada con un enfoque diferencial, basado en la aplicación de modelos flexibles y proactivos que respeten la diversidad, faciliten la aplicación de nuevas estrategias educativas en el aula y la escuela eliminando barreras físicas, pedagógicas y actitudinales.
El diagnóstico inicial (pre-diagnóstico) del bajo rendimiento académico-escolar, corresponde principalmente a las personas responsables de la crianza y educación de las niñas, niños y jóvenes por tener un origen multicausal que incluye la vida familiar, el proceso pedagógico y variables del contexto. Ante la duda, es el educador el profesional más indicado para determinar inicialmente con base en el conocimiento del desempeño de su población estudiantil, cuál de ellos cumple con los criterios de inclusión del Síndrome de Distres Escolar para iniciar con él un estudio y/o intervención médica, psicológica o pedagógica especializada. El análisis y comprensión de las causas del bajo rendimiento académico-escolar, ha sido ampliamente abordado a través de tiempo por diversos autores, quienes han confirmando o descartado teorías y mitos que se han construido alrededor de este fenómeno. Como ya se mencionó su etiología puede relacionarse con factores intrínsecos del individuo (intrapersonales) o concurrir con situaciones de orden extra o interpersonal relacionadas con su entorno. En lo concerniente a los factores intrapersonales Mednick (1972), Jacklin (1974) y Rodríguez Espinar (1982), citados por Martínez Otero (1995) dejaron claro que el bajo rendimiento académico no está relacionado con diferencias de género. Por su parte, Eysenck (1987) y Boujon (1999) establecieron la reciprocidad que algunas características psicológicas de la personalidad y la hiperactividad con déficit atencional pueden tener con este trastorno.
De otro lado, Francés L. Ilg (1978) y Boujon (1999) demostraron que factores interpersonales como el clima escolar o la intervención inadecuada del maestro influyen de forma relevante en el bajo rendimiento académico. Cervantes (1989), Majluf (1993), Jadue (1996), Marchesi (2000) y Acuña (2002), relacionaron este trastorno con factores extra personales como el nivel socioeconómico y cultural la dinámica y el ambiente familiar.En el mismo sentido, Martínez Otero (1996) y Rodrigo M, (1998) documentaron la relación existente entre el bajo rendimiento académico y el nivel escolar de los padres o las condiciones ambientales de estudio.
Finalmente, los avances de la neurociencia en el marco de las redes neuronales biológicas y el diagnóstico por imágenes han permitido igualmente profundizar en el estudio de estos y otros factores y ampliar nuestra visión sobre el fenómeno, incluyendo la influencia que tienen sobre el individuo y su desempeño, problemas actuales como el tabaquismo y otras adicciones.

## Relación entre la medicina y la pedagogía - Aspectos históricos
La relación entre la medicina (y otras ciencias biológicas) con la pedagogía y el aprendizaje, se remonta a siglos lejanos. Aulo Cornelio Celso(ca.25 a. C. - 50 d. C.), fue el primer médico conocido que plasmó en obra escrita su saber pedagógico orientando a la comunidad en temas relacionados con la dieta, farmacia y cirugía. Areteo de Capadocia(120 - 200 d. C.), describió los síntomas y signos de la enfermedad celíaca. De igual forma lo hizo con diversas enfermedades neurológicas que afectan los procesos de aprendizaje. Fue uno de los primeros médicos que separó las enfermedades físicas y mentales explicándolas como “soma” y “psique” aclarando que las enfermedades mentales era producto de desequilibrios físicos. De esta manera contribuyó a la creación de la disciplina conocida hoy en día como psicoterapia. Se le atribuye también el término diabetes. Sorano de Éfeso(98 - 139 d. C.) padre de la ginecología y obstetricia, se caracterizó por buscar métodos y estrategias para facilitar el aprendizaje de la medicina. Describió la anatomía, fisiología y enfermedades de la mujer, entre ellas la histeria, que relaciona con situaciones de afectan la comprensión de la realidad. Una de sus principales preocupaciones era la educación inicial de los niños.
Alejandro de Tralles(525 - 605 d. C.) miembro de una familia de médicos orientales, tiene una gran influencia en el desarrollo de estrategias pedagógicas al desarrollar sus descripciones y recomendaciones médicas de forma tal que las hacía fácilmente comprensible para sus pacientes; realiza la descripción más antigua que se conoce de los cálculos biliares. Sus aportes médicos a la pedagogía y los procesos de aprendizaje se realizan con base en sus estudios sobre la epilepsia. Instituyó varias técnicas psicoterapéuticas para modificar las creencias de sus pacientes. Celio Aureliano(S. IV-V d. C.) tuvo primordial importancia para el estudio de los trastornos del aprendizaje y conducta porque establece la primera estrategia conocida de preguntas y respuestas específicas para el diagnóstico de esta enfermedad. Además, establece la incapacidad del enfermo mental que posteriormente es incluida en el derecho romano dando origen a la inimputabilidad. De igual forma son conocidos sus tratados sobre las alteraciones del comportamiento sexual femenino. Galeno de Pérgamo(130 - 200 d. C.) formado en el pensamiento estoico, fundó su prestigio por su gran actividad literaria en la descripción de las enfermedades con un estilo pedagógico que le permitió ejercer una gran influencia en el pensamiento científico durante aproximadamente quince siglos.
Ibn Bayyah (1080 – 1139 d. C.), más conocido como Avempace; Moshé ben Maimón o Musa ibn Maymun (1135 – 1204 d. C.), conocido como Maimónides y Ibn Rushd (1126 – 1198 d. C.), más conocido como Averroes, tienen una importancia radical en la evolución de la pedagogía porque despliegan en sus obras una gran capacidad para integrar ciencia y filosofía. Similares aportes realizan los siguientes autores: Arnau de Vilanova(1240 – 1311 d. C.), escritor de “Tractatus de prudentia catholicorum scolarium”; los anatomistas Andrés Vesalio(1514 – 1564); François Rabelais (1494 – 1553), de espíritu humanista (ampliamente conocido por sus críticas a la superstición y su confianza en la naturaleza); Miguel Servet(1509 – 1553), Lobera de Ávila(1480 – 1551) y Andrés Laguna (1499 – 1559).
Por su parte, Jean-Jacques Rousseau, (1712-1778) botánico y filósofo de la educación, centra sus reflexiones sobre cómo hacer que aquella desarrolle sin obstáculos las disposiciones naturales del hombre para garantizar su igualdad y mejoramiento de la humanidad. Federico Froebel, (1782-1852) Botánico, uno de los discípulos más brillantes de Pestalozzi, crea los jardines infantiles y documentó cómo el desarrollo de las habilidades propias de este periodo son el fundamento de logros posteriores. Conocido como el padre de la pedagogía científica basada en la psicología, es el constructor del primer sistema de la teoría educativa. Señala tres funciones esenciales para lograr el fin de la educación (carácter moral): el gobierno, la instrucción y la disciplina. Afirma que el “interés es el concepto cardinal de la instrucción “. Para Juan Federico Herbart, (1776-1841) la teoría pedagógica se plantea como un sistema independiente aunque es posible todavía ver algunos restos de principios filosóficos y psicológicos: el saber orienta la actividad infantil cuando logra captar los intereses de los niños. Por esta razón Herbart analiza los "procesos básicos de la comprensión" y adecúa a los mismos la estructura de la instrucción" la cual, según su contenido puede ser expositiva, analítica y sintética.
Ovidio Decroly, (1871-1932) Médico y psicólogo Belga, es el creador de los centros de interés y promotor del medio global para el aprendizaje. Demostró que no existen diferencias cualitativas entre niños “normales” y los “anormales”. Por su parte John Dewey, (1859-1952) centró su trabajo en la aplicación de los métodos pedagógicos según los requerimientos del método científico desarrollando la idea de la "escuela-laboratorio". Edouard Claparede, (1873-1940) doctor en medicina y director del laboratorio de psicología de la Universidad de Ginebra, se dedicó al estudio de los procesos de aprendizaje infantil y propuso que los maestros debían asistir a la universidad a familiarizarse con los métodos psicológicos de observación de los niños. La médica María Montessori, (1870-1952) estudió la aplicación de los métodos de enseñanza utilizados con los niños que padecían retardo mental a aquellos que no presentaban este tipo de dificultades. Sus observaciones clínicas analizando cómo los niños aprenden, la condujeron a documentar la relación que existe en la construcción del conocimiento a partir de lo que existe en el ambiente.
Decroly, Montessori y Claparéde estructuran una crítica tanto a los sistemas y métodos de enseñanza como a los fines de la educación. A partir de ellos la acción del maestro está determinada por las capacidades para el aprendizaje que demuestre el alumno. Enseñar se convierte en un manejo de conductas susceptibles de evaluación y la institución escolar diseña novedosos registros para consignarlos. A pesar de ser contemporáneo de Decroly, Kerschensteiner se interesa más por los fines sociales de la educación y por la relación que esta tiene con las personas y las cosas que conforman los bienes culturales de una comunidad. Maestro y alumnos constituyen una comunidad que busca realizar una obra en común: el conocimiento de los bienes culturales y los valores intrínsecos. Decroly como médico al igual que Montessori, comenzó su labor educativa con niños llamados por esa época “anormales”; pero en 1907 fundó la "Êcole de l'Ermitage", donde inició sus trabajos con niños normales. Estudió las corrientes de la psicología contemporánea y siguió las directivas de la escuela de Ginebra.

## Aportes
En primer lugar es importante reconocer que uno de los avances más importantes del Manual Diagnóstico y Estadístico de los Trastornos Mentales de la Asociación Americana de Psiquiatría, quinta edición,(DSM-5), es, sin duda, la evolución conceptual de los criterios diagnósticos. Se busca contextualizar factores como la edad, el género, la cultura y la discapacidad en la expresión de los trastornos, a la luz de los avances de la genética, la neurociencia y la evidencia epidemiológica con el fin de ampliar la comprensión de los fenómenos patológicos y brindar un enfoque transversal de la nosología, en este sentido la Medicina del Aprendizaje aporta al debate universal y construcción del conocimiento, desde el acoplamiento ciencia-filosofía, creando una episteme (a manera de línea de investigación) que reúne estrategia, comunicación y articulación de las ciencias biomédicas y del comportamiento, en un solapamiento medicina-pedagogía haciendo andadura por un proceso de indagación abierto y expuesto a la intervención, para entrar en un bucle hologramático que concita la reorganización de conocimientos exponiendo el pensamiento al reto de complejización. Se re emprende en consecuencia, en primer lugar, un nuevo discurso, holístico, en un movimiento de desterritorialización respecto de los lugares de seguridad discursiva y actuación que implica a todos los profesionales dedicados a la instrucción y formación de los niños, niñas y adolescentes. En segundo término, y ya en el campo eminentemente clínico, esta disciplina desarrolla estrategias para el abordaje integral del Síndrome de Distres Escolar que, entre una diversidad de "procesos patológicos" relacionados, es uno de los problemas del ejercicio docente que más perturba el progreso efectivo de lo que durante mucho tiempo en el ámbito educativo se ha denominado proceso enseñanza-aprendizaje.
Se concluye, por tanto, que los adelantos de esta disciplina científica nos permiten tener cada vez de forma más clara, que existe el Síndrome de Distres Escolar (SDS, School Distress Syndrome) como problema con implicaciones de salud pública y que su etiología puede circunscribirse al individuo (factores intrapersonales) o, lo que es más común, concomitar con situaciones de orden extra o interpersonal relacionadas con su entorno. De todas formas el SDS se constituye, en todos los casos, en la vía final común de expresión de dichos factores.

## Lecturas complementarias
1. Conde P., Pedro (2003) Hipócrates Latino. El De Medicina de Celso en el Renacimiento, Valladolid, Universidad, Servicio de Publicaciones de la Universidad de Valladolid,. ISBN 84-8448-213-8.
2. Giorgio W. (1996) Areteo di Cappadocia: interpretazioni e aspetti della formazione anatomo-patologica del Morgagni, Florence.
3. Lain E., Pedro (1978)(reimpresión 2006). Historia de la Medicina.. Elsevier, Masson, Barcelona. ISBN 978-84-458-0242-7.
4. Turgut M. (2008) Early bone-setting procedures and epileptic seizure at the times of Alexander of Tralles. Childs Nerv Syst; 24: 1-2.
5. Cel. Aurel., Tard Pass.,( 1950) IV, 9, 132-133, en On Acute Diseases and on Cronic Diseases (Ed. I. E. Drabkin), Chicago.
6. The Performance Dimension of Galen’s Anatomy Demonstrations. Maud W. Gleason. Stanford University
7. Lomba F., Joaquín. (1988) «Avempace y Ben Paquda», en Aragón en el mundo, Zaragoza, Caja de Ahorros de la Inmaculada de Aragón. págs. 64-68
8. Maimonides (2008). Guía de perplejos. Quinta edición. Edición a cargo de David Gonzalo Maeso. Madrid: Editorial Trotta. ISBN 978-84-8164-222-3
9. Alonso, Manuel (1998). La teología de Averroes. Madrid-Granada, CSIC; reimpresión: Sevilla, Fundación El Monte.
10. Paniagua A., Juan (1963). Estudios y notas sobre Arnau de Vilanova. Consejo Superior de Investigaciones Científicas. ISBN 978-84-00-03387-3
11. http://www.tmcat.net/col_vol.php?lang=es&col=5-(http://publicacions.iec.cat/PopulaFitxa.do?moduleName=coleccions_bibliografiques&subModuleName=&idCatalogacio=3928)
12. O'malley, C.D. (1973) Los saberes morfológicos en el renacimiento, En: P. Laín (dir), Historia Universal de la Medicina. Barcelona, Salvat, , vol 4, pp. 43-85.
13. Gilly, Carlos (2005); 34,1 MiB Erasmo, la reforma radical y los heterodoxos radicales españoles (pp. 225-228 y 312-333 sobre el influjo fundamental de Erasmo sobre el joven Servet y la autoría de la Declaratio pseudoservetiana, obra de Matteo Gribaldi posterior al asesinato de Servet)]. Universitat Jaume I, Castelló de la Plana. ISBN 84-8021-489-9
14. Granjel, Luis S., (1959), «Luis Lobera de Avila», Universidad de Salamanca. Estudios de Historia de la Medicina Española, Volumen 1, Número 4, nueva serie.

- Datos: Q16605975